# Opéra Berlioz

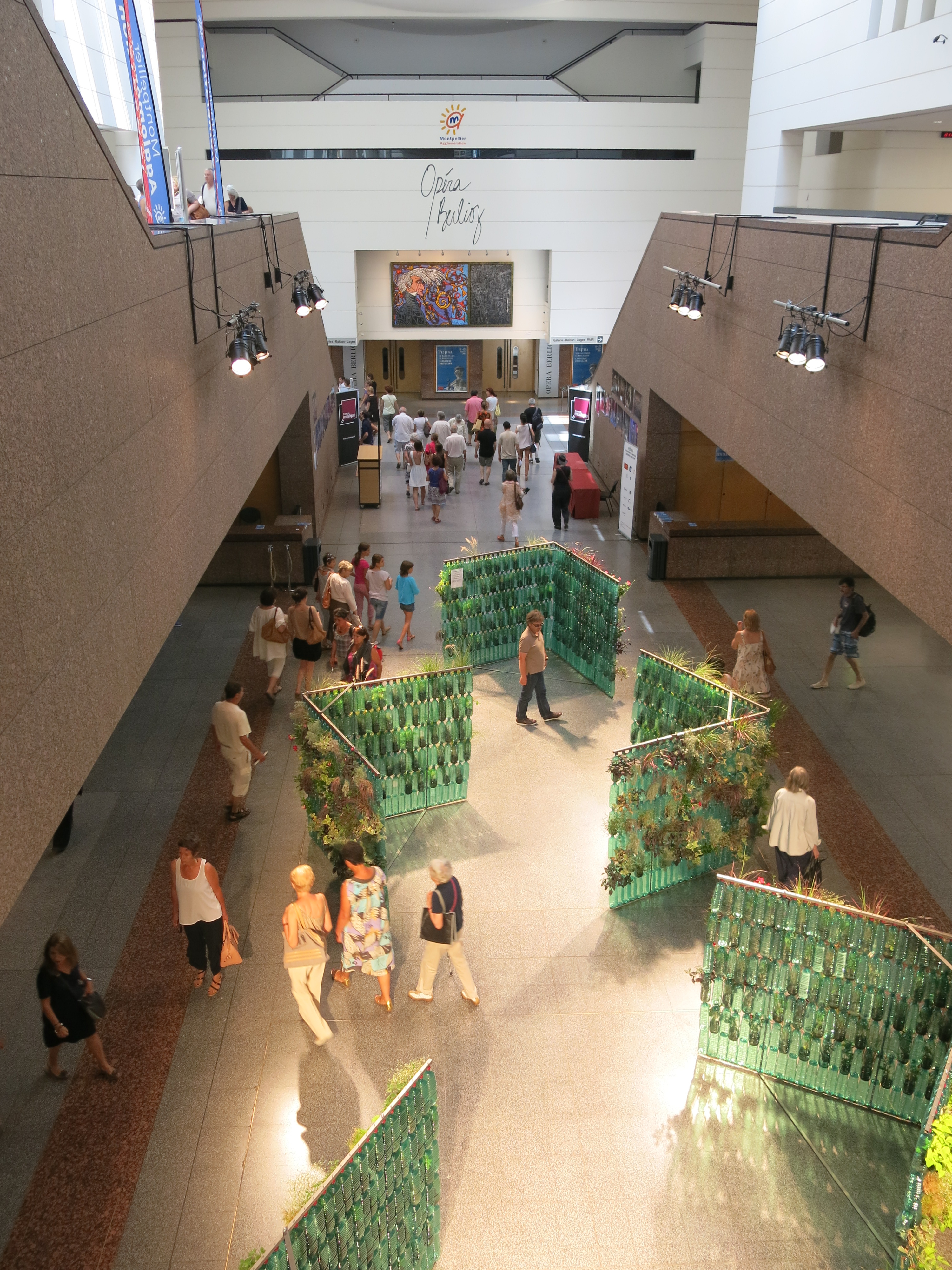
Hall d'entrée de l'opéra en 2013.

L’Opéra Berlioz est une salle de spectacles créée en 1990 à Montpellier au sein du palais des congrès du Corum, dont il constitue un des éléments majeurs. Il se partage avec l'Opéra Comédie pour la programmation lyrique de la ville.